# Management-Buy-in
Von Management-Buy-in (MBI) spricht man, wenn  ein Unternehmen durch externes Management übernommen oder die Übernahme mit Hilfe eines Investors durch ein fremdes Management forciert wird. Dies kommt vor allem dann zustande, wenn ein externes Management der Überzeugung ist, dass das Unternehmen schlecht geführt sei und durch bessere Führung effizienter sein könne. Ein MBI ist außerdem eine Möglichkeit, ein Unternehmen im Rahmen einer Nachfolgelösung zu übernehmen.

## Buy-in-Management-Buy-out (BIMBO)
Ein Buy-in-Management-Buy-out ist eine Kombination aus einem Management-Buy-in und einem Management-Buy-out. Bei einem Buy-in-Management-Buy-out besteht das Team, welches das Unternehmen kauft, aus einer Kombination aus bestehenden Managern, welche einen Anteil am Unternehmen behalten, und Personen von außerhalb des Unternehmens, die nach dem Buy-out in das Managementteam eintreten. 